# Standard Motor Company
La Standard Motor Company è stata una casa automobilistica britannica fondata nel 1903 a Coventry da Reginald Walter Maudslay. È stata attiva nel Regno Unito fino al 1963, ed in India fino al 1987.

## Storia

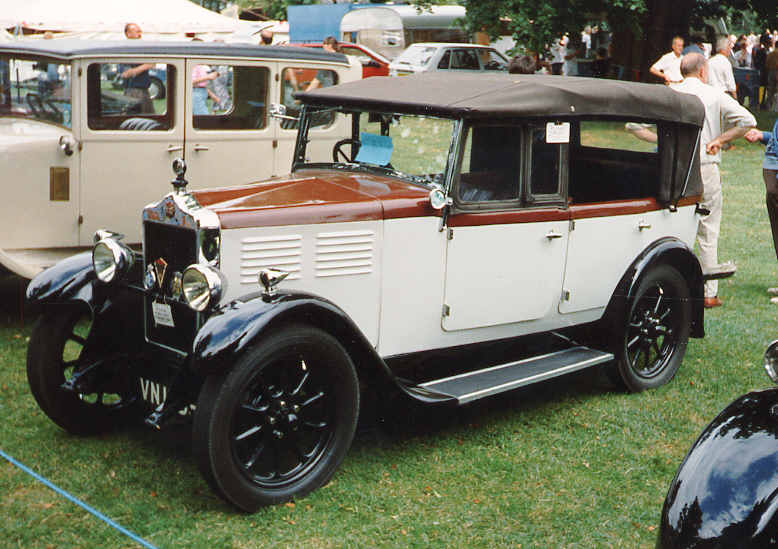
Una Standard Nine Selby Tourer del 1927

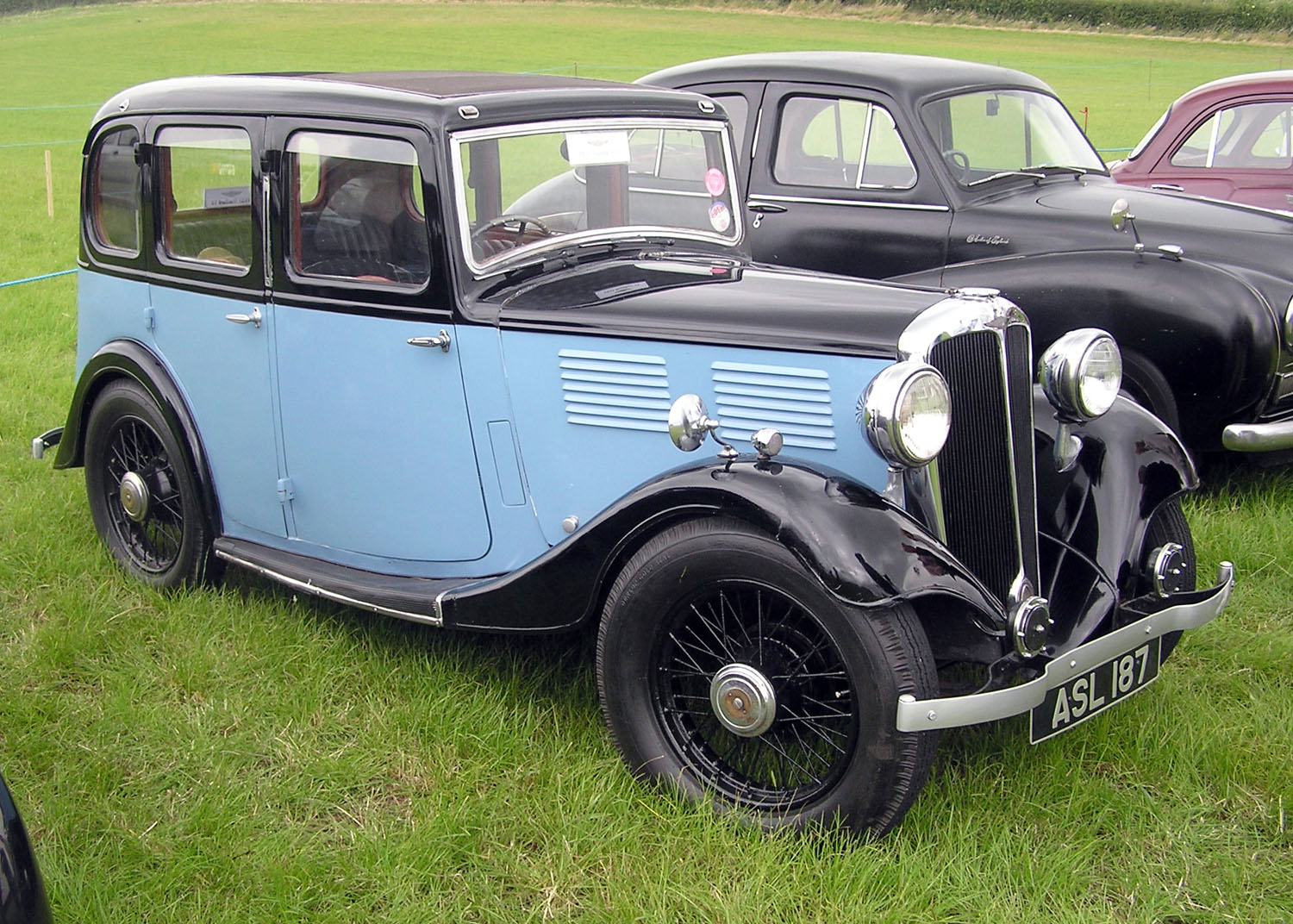
Una Standard Ten del 1933

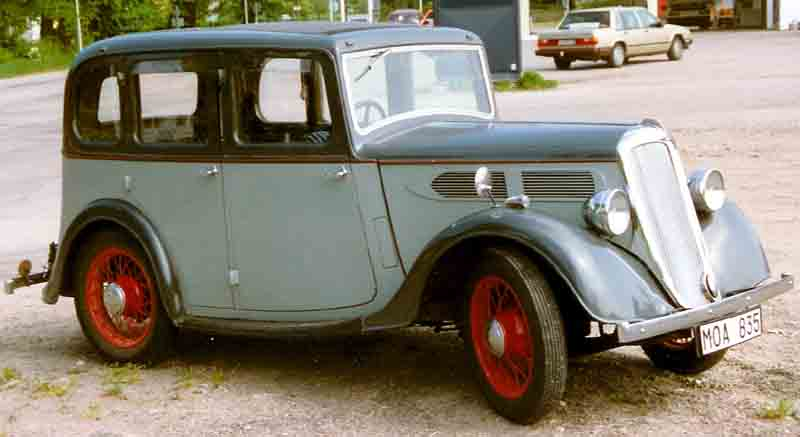
Una Standard Nine quattro porte berlina del 1935

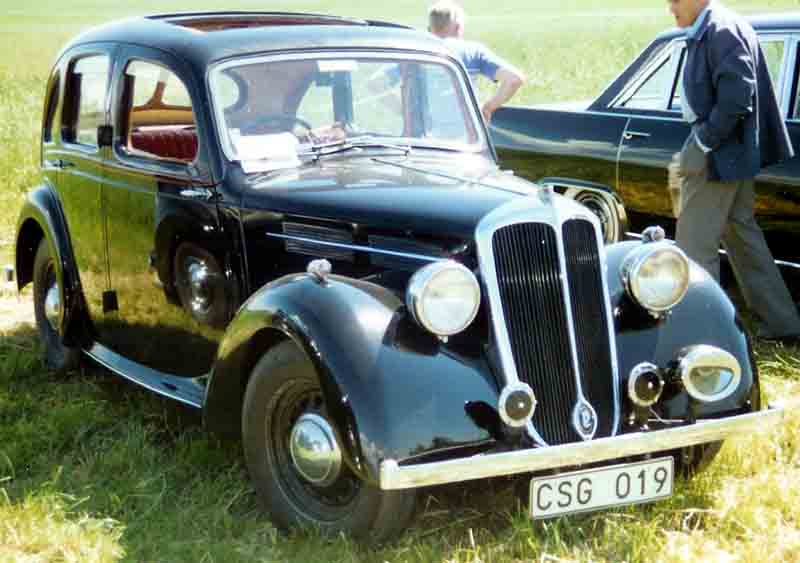
Una Standard Twelve quattro porte berlina del 1937

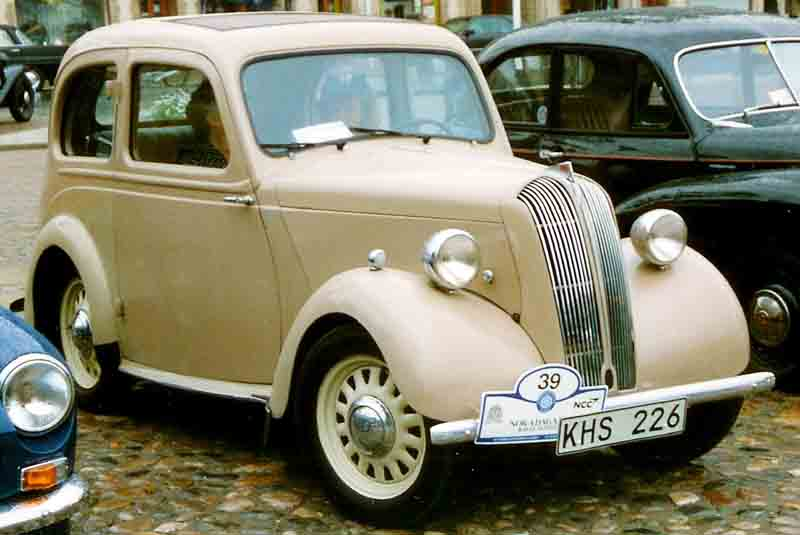
Una Standard Eight berlina del 1946

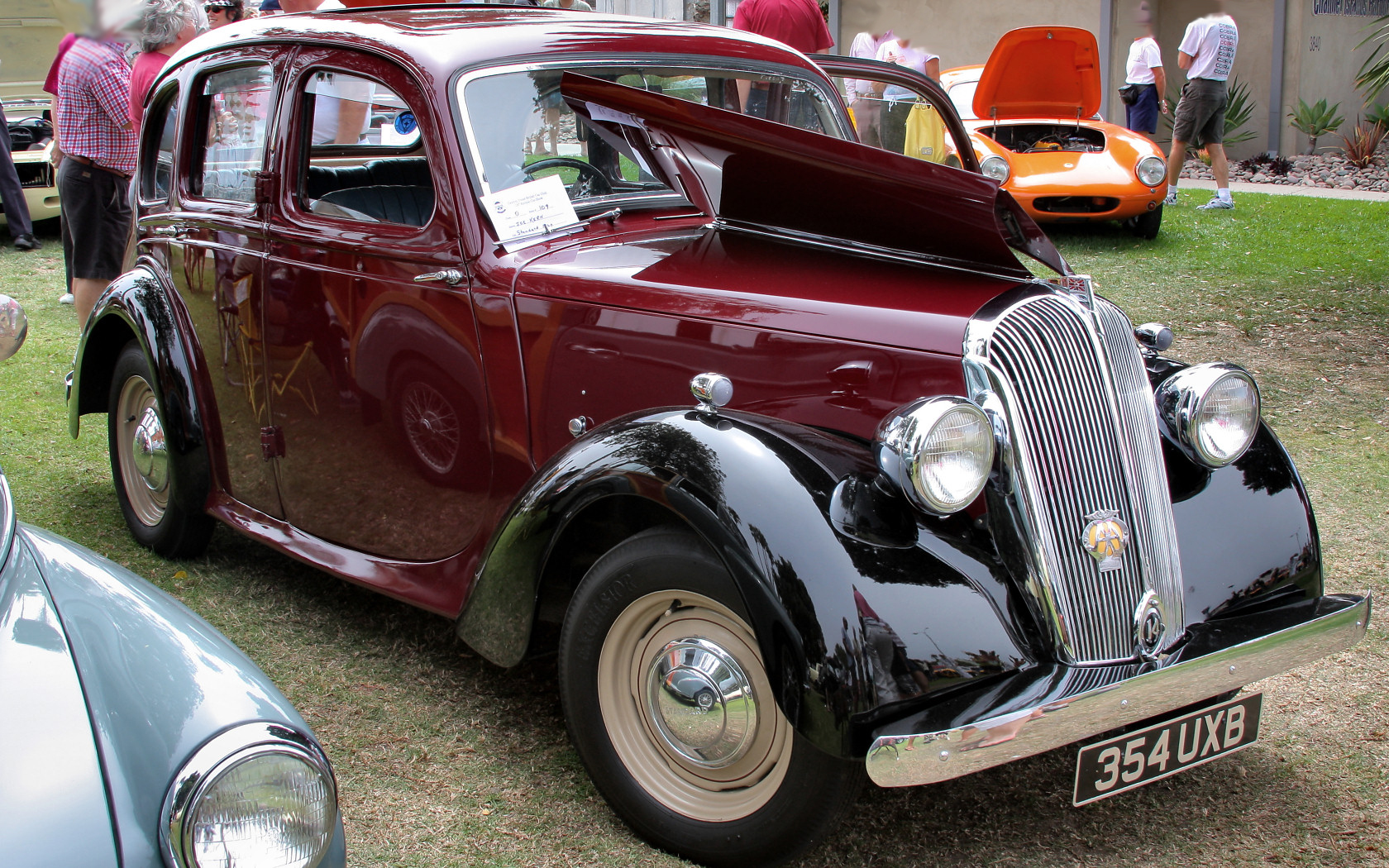
Una Standard Fourteen berlina del 1948

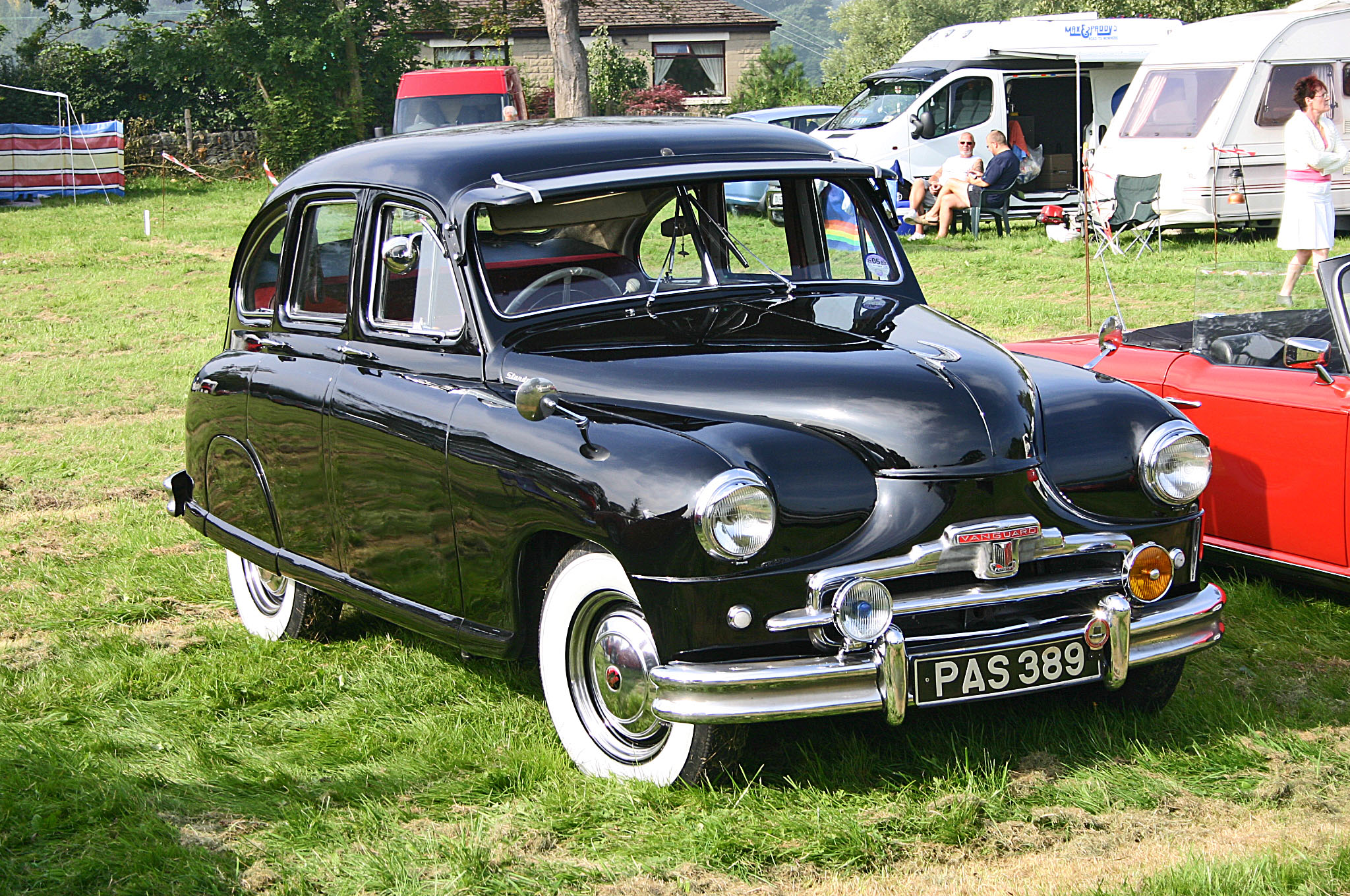
Una Standard Vanguard Phase I del 1947

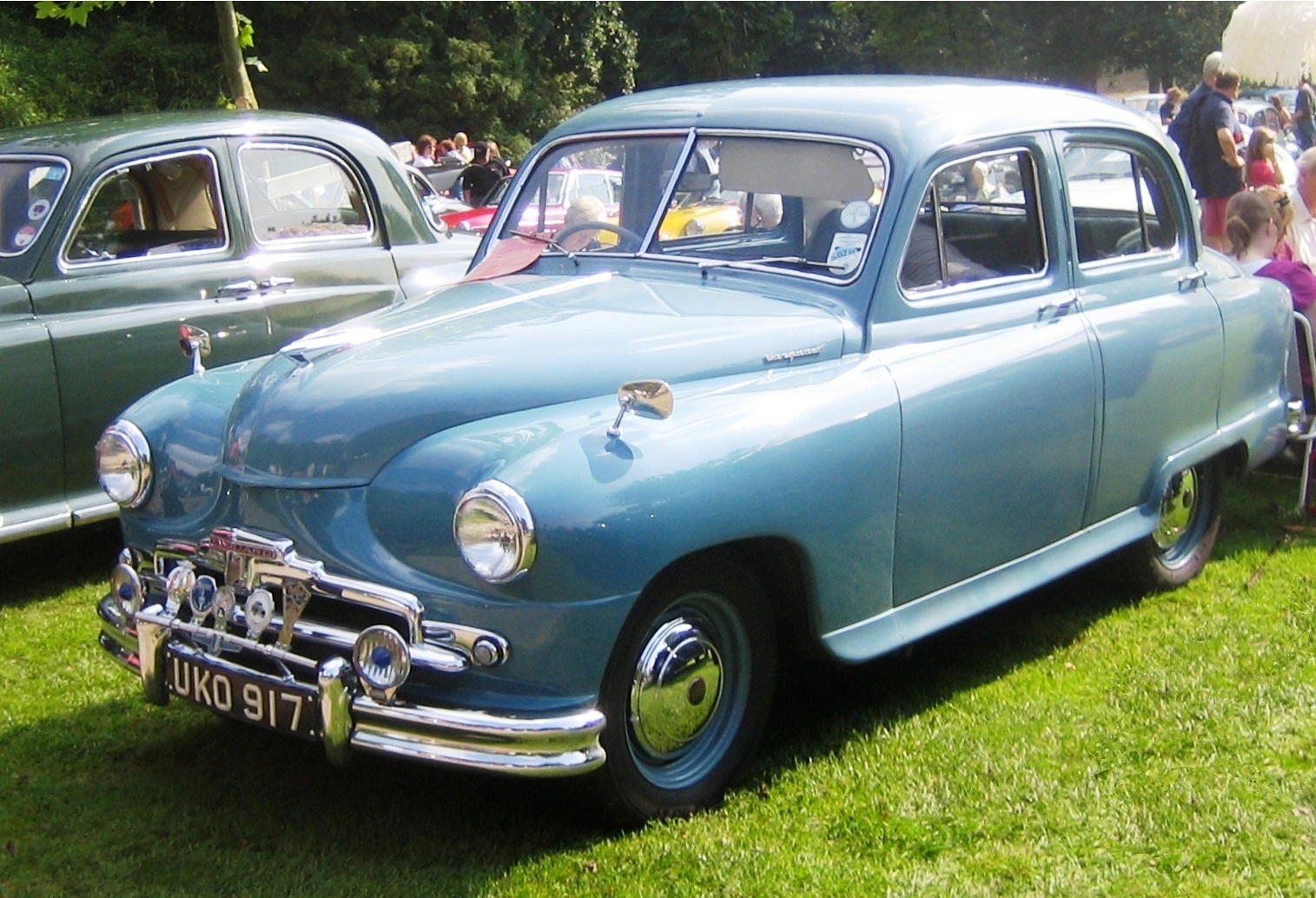
Una Standard Vanguard Phase II del 1953

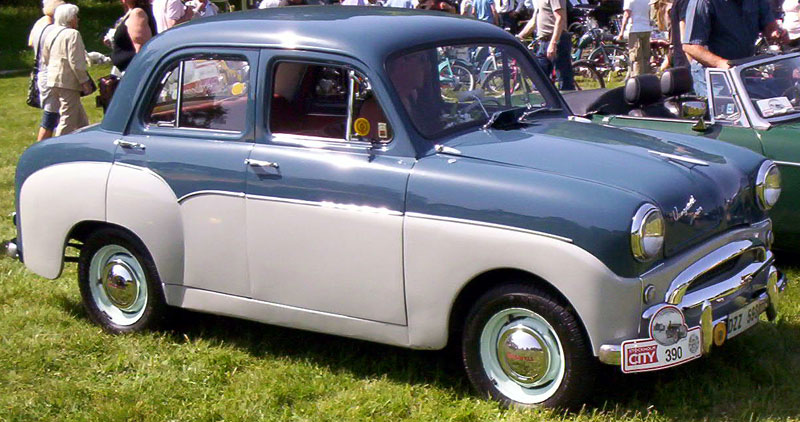
Una Standard Vanguard Junior quattro porte berlina del 1956

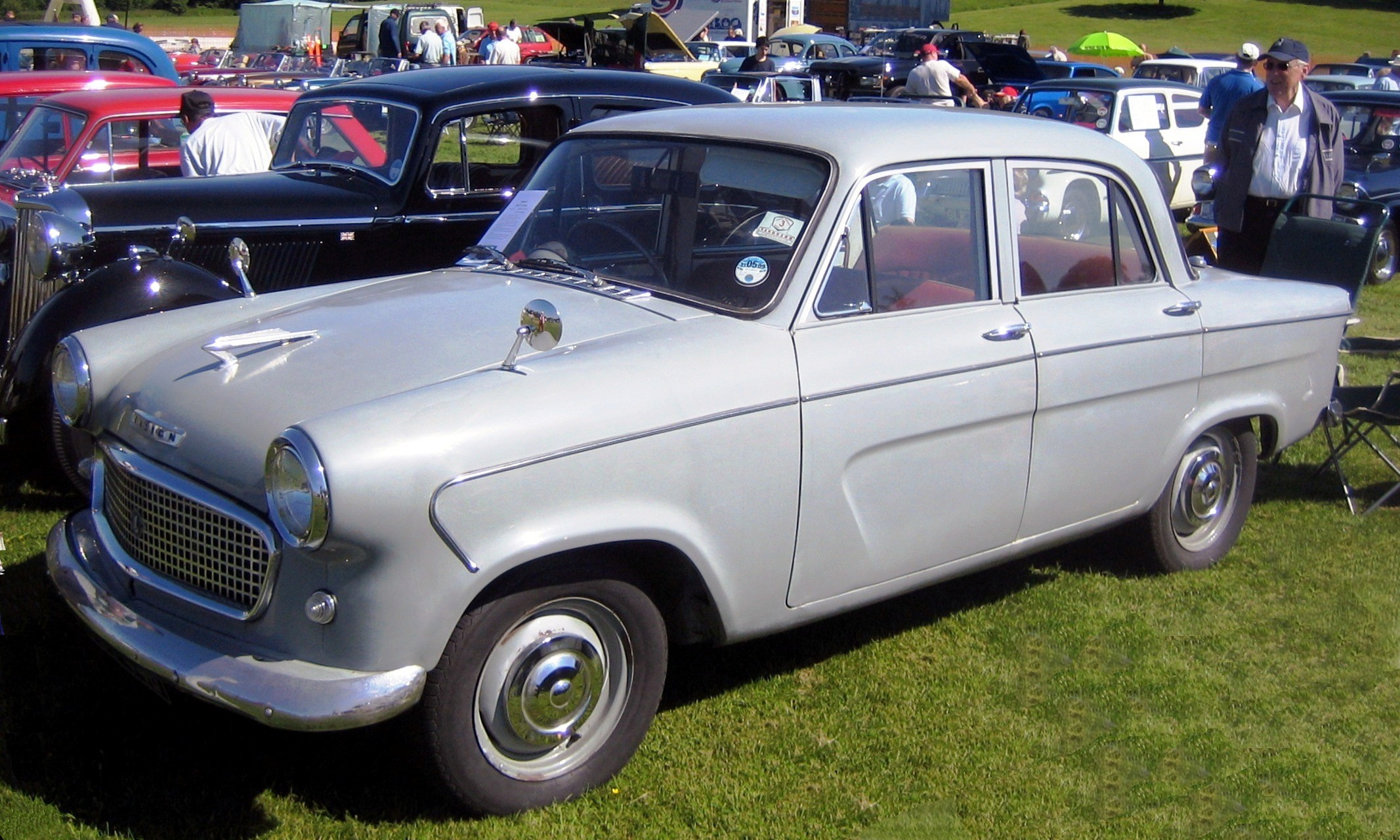
Una Standard Ensign del 1956. Condivideva il corpo vettura con la Vanguard Phase III, ma aveva specifiche inferiori. È stata particolarmente utilizzata dalla RAF.

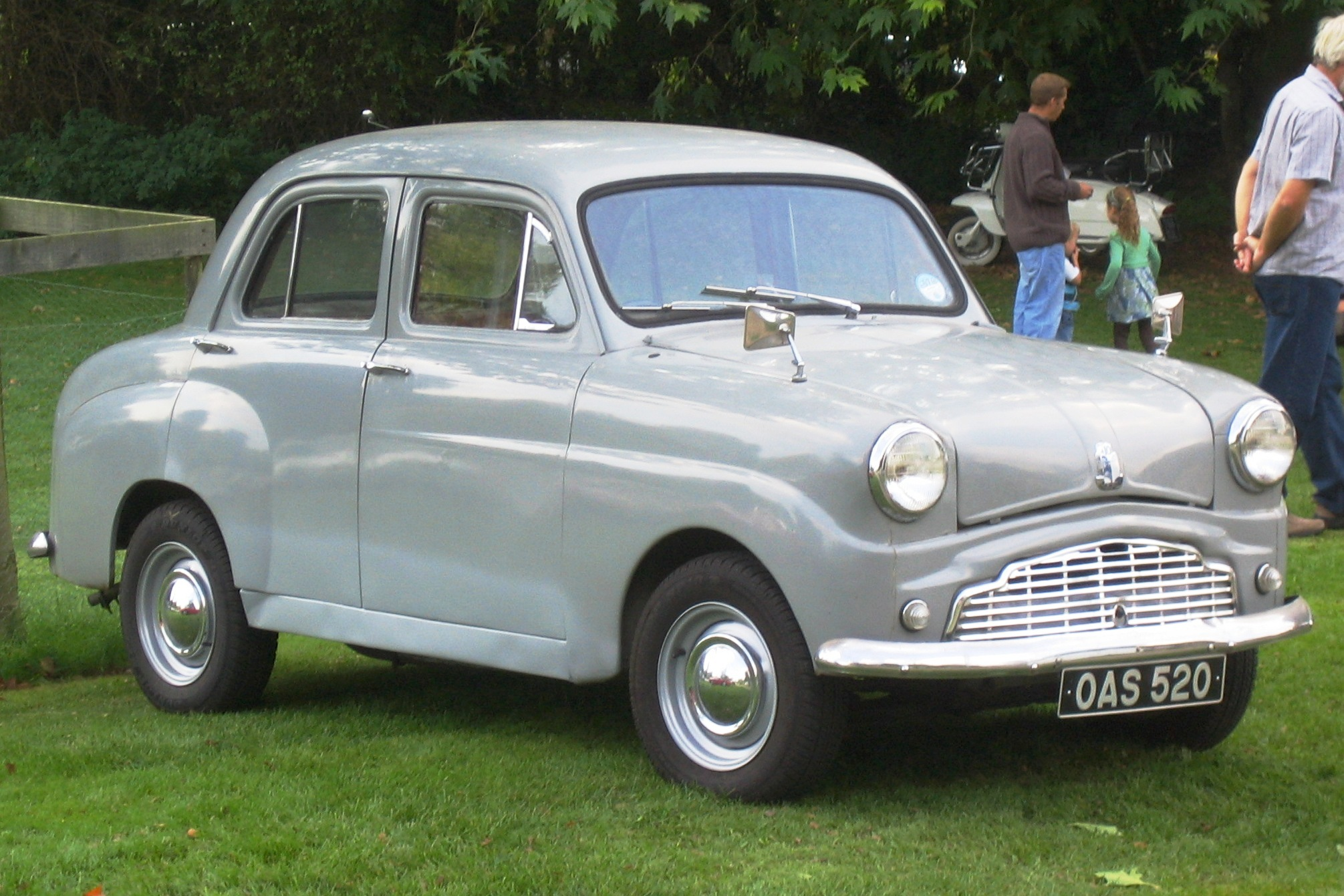
Una Standard Ten del 1959

### 1903–1914
La compagnia è stata fondata il 2 marzo 1903 da Reginald Walter Maudslay. Di professione Maudslay era un ingegnere civile, ma intuì l'enorme potenziale del nascente mercato delle autovetture. Dopo aver ricevuto in dono 3.000 sterline da John Wolfe-Barrie, Maudslay investì la somma ricevuta nella nuova attività, allestendo una fabbrica di automobili in un piccolo stabilimento di due piani a Coventry. Prima di iniziare a produrre, esaminò dei motori di altre vetture per familiarizzare con la progettazione di propulsori. Assunse inizialmente sette persone per assemblare il suo primo modello, denominato 6 hp, che era mosso da un motore monocilindrico, possedeva un cambio a tre velocità ed era a trazione posteriore.
Nel 1903, primo anno di attività, la neonata casa automobilistica produsse in totale tre esemplari di autovettura. Entro la fine dell'anno, la forza lavoro della società ammontava a 25 unità. Nel 1904 l'azienda aumentò considerevolmente la sua produttività, arrivando a fabbricare un esemplare ogni tre settimane. Il modello con motore monocilindrico fu presto rimpiazzato da una vettura con propulsore a due cilindri, che fu rapidamente seguita da modelli con motore a tre o quattro cilindri, e nel 1905 da una vettura con motore a sei cilindri. Persino il primo modello fabbricato aveva montato un albero di trasmissione al posto delle comuni catene, ed i motori installati non erano “quadro”, dato che possedevano un alesaggio di 6 pollici ed una corsa di 3 pollici. Oltre a fornire il telaio completo, la compagnia offriva anche i propri motori ad altre case costruttrici, specialmente quando queste ultime richiedevano propulsori potenti. Maudslay era diventato sufficientemente esperto riguardo alla meccanica delle automobili, sebbene Alex Craig, un ingegnere scozzese, fosse stato assunto dalla neonata casa automobilistica per curare l'ingegneria di dettaglio.
Una delle ipotesi dell'origine del nome "Standard" racconta che Craig volesse operare diverse modifiche al modo in cui i progetti nascevano, con l'intento di contenere i costi base. Maudslay si oppose, asserendo che la genesi dei progetti dovesse essere più possibile "standard".
Nel 1905 Maudslay guidò la prima vettura Standard in una competizione automobilistica. Questa gara era il Tourist Trophy, e Maudslay terminò la corsa all'11º posto su 42 partecipanti, riuscendo a completare la corsa senza mai fermarsi. Nello stesso anno la Standard ricevette il primo ordine proveniente dall'estero; più precisamente, un cliente proveniente dal Canada si recò di persona agli stabilimenti dell'azienda per ordinare una vettura.
La compagnia presentò le sue vetture nel 1905 al salone dell'automobile di Londra, dove Charles Friswell, proprietario di una concessionaria d'auto, acquistò l'intera produzione automobilistica della Standard di quell'anno.
Nel 1906 l'attività fu trasferita in uno stabilimento più grande, e la produzione venne concentrata sui modelli con motore a sei cilindri.
La 16/20 HP torpedo era in vendita a 450 sterline; per dare un'idea dell'ordine di grandezza del prezzo, un disegnatore dell'epoca guadagnava mediamente 3 sterline a settimana. Nel 1907 Friswell diventò presidente della Standard. La compagnia attraversava in quel momento un ottimo momento, tant'è che si rese necessario l'acquisto di un grande magazzino, sempre a Coventry. Dopo poco tempo, questo nuovo deposito fu insufficiente per soddisfare le vendite, che si erano impennate anche grazie alla pubblicità dovuta alla fornitura di 20 esemplari di 16/20 HP all'edizione inaugurale dell'Imperial Press Conference, che si tenne nel 1909.
Nello stesso anno la Standard introdusse l’Union Flag Badge, cioè un radiatore che caratterizzò le vetture della casa automobilistica fino a dopo la seconda guerra mondiale. Nel 1911 la gamma offerta dalla Standard era completa e comprendeva, tra l'altro, il modello più piccolo da 8 CV di potenza, che era venduto in grandi quantità, ed il modello più grande da 70 CV, le cui vendite furono soddisfatte da un milionario scozzese. Il successo della Standard di questo periodo culminò con la fornitura di 70 esemplari con motore a quattro cilindri e 16 CV di potenza, al re Giorgio V del Regno Unito ed al suo seguito, incluso il Viceré d'India, per il Delhi Durbar del 1911. Nel 1912 Friswell vendette i suoi interessi in Standard a C. J. Band ed a Siegfried Bettmann, il fondatore della Triumph Motor Cycle Company (più tardi diventata Triumph Motor Company). Nello stesso anno venne prodotto il primo veicolo commerciale, che era caratterizzato dall'avere un prezzo di 195 sterline ed un motore a quattro cilindri.
Fino allo scoppio della prima guerra mondiale la Standard produsse 1.600 esemplari, 50 dei quali l'ultima settimana prima del conflitto. Queste vetture erano vendute con 3 anni di garanzia. Nel 1914 la Standard divenne public company.

### La prima guerra mondiale
Durante la prima guerra mondiale la Standard fu costretta a convertire i propri impianti per la produzione bellica. In questo periodo fabbricò più di 1 000 aeroplani su licenza, inclusi i Royal Aircraft Factory B.E.12 e Royal Aircraft Factory R.E.8 per uso generale ed i caccia Sopwith Pup e dei Bristol F.2-B, in un nuovo stabilimento a Canley (Coventry), che aprì il 1º luglio 1916 e che divenne presto, in questi anni, il sito più produttivo della Standard. Oltre agli aeroplani, l'azienda produsse anche granate e mortai.

### 1919–1939
La produzione civile ricominciò nel 1919 con modelli di autovettura che erano basati su un design pre-bellico. Ad esempio la 9.5 HP versione S venne riproposta in versione aggiornata, denominata SLS, sebbene dopo poco tempo quest’ultima venne sostituita dalla 8 hp.
Nei primi anni venti furono offerti per la prima volta le carrozzerie tipo berlina; precedentemente tutti i corpi vettura erano torpedo. Le carrozzerie erano assemblate a Coventry dalla Standard stessa, ma è dal 1922 che vennero prodotte in grandi quantità utilizzando delle guide in legno su cui erano spinte a mano. Nel 1924 la Standard raggiunse la quota di mercato detenuta dall’Austin Motor Company, con più di 10.000 autovetture prodotte all’anno. A causa della guerra appena terminata, molte case automobilistiche chiusero i battenti, anche per il ristagno dell’economia. Inoltre, le autovetture erano ora molto più elaborate, e solo i costruttori più organizzati riuscirono a rimanere sul mercato.
Entro la fine degli anni venti, i profitti della Standard calarono drasticamente a causa di cospicui investimenti, alla mancata esportazione di molti esemplari ed alle basse vendite dei modelli più grandi. Nel 1927 la tendenza verso un radicale cambiamento del design, con la realizzazione di modelli più elaborati, divenne imperante. La produzione si concentrò principalmente su un solo telaio di base ed un motore da 9 CV di potenza. Prese dunque piede la standardizzazione dei modelli.
Nel 1929 John Black passò dalla Hilmann alla Standard per ricoprire la carica di amministratore delegato. Uno dei primi provvedimenti che adottò fu quello di incoraggiare la fornitura di telai ad aziende esterne come la Jensen, la Avon e la Swallow Sidecar Company, che in seguito divenne Jaguar. In particolare, la Avon era una carrozzeria che realizzava corpi vettura sportivi utilizzando i telai prodotti dalla Standard. Più tardi la Swallow Sidecar decise di produrre vetture complete, utilizzando motori e telai della Standard. In seguito la Swallow Sidecar cambiò nome in S.S. e poi in S.S. Jaguar, ma continuò ad utilizzare componenti meccanici della Standard.
Nel 1930, dopo la sostituzione delle “ruote da artiglieria” vennero sostituite da ruote a raggi. I primi tipi di ruote erano denominate così perché venivano costruite secondo una tecnica utilizzata per fabbricare le ruote di alcuni mezzi militari dell'epoca. Nella stessa occasione il tipo di radiatore che caratterizzava le vetture Standard dal 1906, fu abbandonato. Sempre nel 1930, al culmine della grande depressione, la Standard introdusse la Big Nine. La standardizzazione continuò, con la condivisione dei corpi vettura tra la 9 hp e la 15 hp, che erano distinguibili solo per la lunghezza del cofano. La Big Nine fu presto seguita dalla Big Twelve, e le vendite dei primi sei mesi del 1931 superarono quelle dell’intero anno precedente. Nel 1932 Henry, duca di Gloucester, visitò gli stabilimenti Standard. Reginald Maudslay lasciò la compagnia due anni dopo questa visita prestigiosa, e morì poco dopo, il 14 dicembre 1934 all’età di 64 anni.
Nel 1935 tutta la produzione venne spostata a Canley. Nello stesso anno venne automatizzata la fase di verniciatura delle vetture.
Negli anni trenta vennero lanciati con successo due nuovi modelli, la Standard Nine e la Standard Ten, che si collocavano nella zona medio bassa della gamma offerta. Nel 1935 furono annunciati nuovi modelli con una linea più aerodinamica, che portavano il nome “Flying” nella loro denominazione. Questi nuovi modelli sostituirono i precedenti, e furono la Flying Ten, la Flying Twelve, la Flying Nine, la Flying Light Twelve, la Flying Fourteen, la Flying Twenty e la Flying Eight. La caratteristica più distintiva che possedevano, era la forma del radiatore inclinata. Più in generale, avevano una linea decisamente aerodinamica. La maggior parte della serie di modelli “Flying” avevano un motore a quattro cilindri, ma nel 1938 vennero aperte due nuove fabbriche a Fletchampstead e Banner Lane, e fu offerto un nuovo tipo di motore. Il propulsore in questione era un V8 da 20 CV di potenza.
Poco prima dello scoppio della seconda guerra mondiale, la produzione annua era di 50.000 autovetture.

### La seconda guerra mondiale
Con l’inizio della seconda guerra mondiale, la compagnia convertì la propria produzione per scopi bellici, anche se la fabbricazione di automobili continuò anche durante il conflitto. Questi veicoli erano però tipo Tilly. Comunque, il più famoso prodotto che fu fabbricato durante la seconda guerra mondiale dalla Standard fu il modello di aeroplano de Havilland Mosquito, principalmente nella versione FB VI, che venne prodotto in più 1.100 esemplari. Vennero anche assemblati anche 750 esemplari di Airspeed Oxford, 20.000 motori Bristol Mercury e 3.000 fusoliere per i Bristol Beaufighter.
Un altro mezzo prodotto durante il conflitto fu il Beaverette, che venne fabbricato in 4.000 esemplari.

### Gli anni dopo la guerra
Con la fine della seconda guerra mondiale, vennero rimessi in produzione la Eight e la Twelve, che erano già in listino prima del conflitto.
Un altro avvenimento significativo fu l’acquisto, nel 1945 per 75.000 sterline, della Triumph Motor Company, che dal 1939 era sottoposta a curatore fallimentare. La Triumph fu completamente ristrutturata e divenne, a tutti gli effetti, una divisione della Standard. Gli stabilimenti della Triumph vennero però danneggiati da un bombardamento aereo durante la guerra, dato che si trovavano vicino al centro della città.

Nel dicembre 1945 la Standard Motor Company annunciò la stipulazione di un accordo sottoscritto con Harry Ferguson della Ferguson Company, che era un’azienda produttrice di trattori, per l’utilizzo dei nuovi stabilimenti Standard di Banner Lane, a Coventry. Qui sarebbero stati costruiti trattori Ferguson per l’emisfero occidentale, mentre per quello orientale, questi trattori 

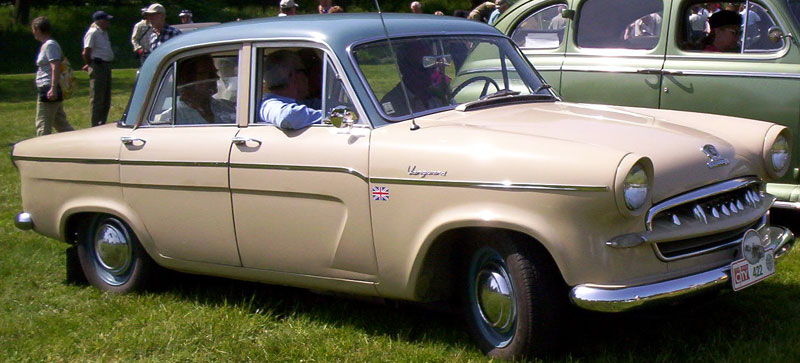
Una Standard Vanguard del 1958

sarebbero stati assemblati dalla Ford in America. L’inizio della produzione fu programmata per il 1946. Ciò aiutò a saturare la capacità produttiva degli stabilimenti Standard.
Nel 1948 fu lanciata sul mercato la Standard Vanguard, che sostituì tutti i modelli della gamma. Un'operazione analoga fu fatta per la Triumph, dove venne introdotto un modello che sostituì tutte le vetture pre-belliche. La Standard Vanguard aveva un motore da 2 L di cilindrata, e possedeva una linea che ricordava vetture americane e che fu disegnata da Walter Belgrove. La Vanguard fu la prima vettura completamente nuova commercializzata nel dopo guerra nel Regno Unito. La prima serie della vettura, conosciuta come Phase I, venne sostituita nel 1953 dalla Phase II. Quest'ultima venne poi rimpiazzata nel 1955 dalla Phase III, che era commercializzata in diverse versioni, Sportsman, Ensign, Vanguard Vignale e Vanguard Six.
Questa politica del “modello unico” fu interrotta nel 1953, quando venne introdotta la piccola Standard Eight ad un prezzo di circa 481 sterline. All'epoca del lancio, la Eight era la più economica berlina quattro porte sul mercato britannico. Essa possedeva inoltre sospensioni indipendenti, freni idraulici ed un economico motore a valvole in testa. Nello stesso periodo, in un'altra parte dello stabilimento venne prodotto, dal 1951 al 1955 in 415 esemplari, il motore aeronautico Rolls-Royce Avon. Nel 1954 alla Eight fu aggiunta la leggermente meno potente Standard Ten, che era caratterizzata dall'avere una larga calandra cromata. La Vanguard Phase II era equipaggiata da un motore in linea a quattro cilindri da 2.088 cm³ di cilindrata che produceva 68 CV di potenza. Questo propulsore poteva essere modificato utilizzando un impianto di aspirazione addizionale e due carburatori Solex; in questo modo la potenza crebbe a 90 CV. Tipicamente, il motore della Vanguard Phase II possedeva un solo carburatore Solex e le misure dei pistoni erano 85 mm e 93 mm. All'epoca la Standard forniva dei motori alla Ferguson per i trattori distribuiti negli Stati Uniti d'America. Alla Standard Ten seguì nel 1957 la Standard Pennant, che era caratterizzata dall'avere delle pinne posteriori prominenti e dal possedere una struttura molto simile alla Standard Eight del 1953. Era possibile avere, come optional per la Ten e nell'equipaggiamento di serie per la Pennant, il motore Gold Star, che era stato studiato per fornire una maggiore potenza ed una più grande coppia rispetto al propulsore da 948 cm³ di cilindrata. Erano disponibili preso i concessionari differenti tipi di alberi a camme e dei carburatori a doppio corpo.
Oltre all'overdrive, un optional disponibile per le Eight, Ten e Pennant fu lo Standrive, cioè un cambio semimanuale che operava automaticamente sulla frizione durante le cambiate.
Nello stesso anno in cui fu presentata la Eight, venne presentato al pubblico al salone dell'automobile di Londra un altro modello. Era una vettura sport che era basata sul telaio della Eight e che possedeva il motore della Vanguard. La mancanza di spazio nel bagagliaio accompagnata da altri difetti, portò all'interruzione della produzione dopo soli due anni. Il modello fu però venduto con marchio Triumph, e venne chiamato TR2. Un esemplare modificato di quest'ultima vettura permise a Ken Richardson di raggiungere i 200 km/h sull'autostrada che passa per Jabbeke, in Belgio. Grazie alla pubblicità occorsa per questo evento, la storia si ripeté, e molti costruttori, tra cui Morgan, Peerless e Swallow Sidecar Company, chiesero alla Standard una fornitura di motori e di altri componenti.

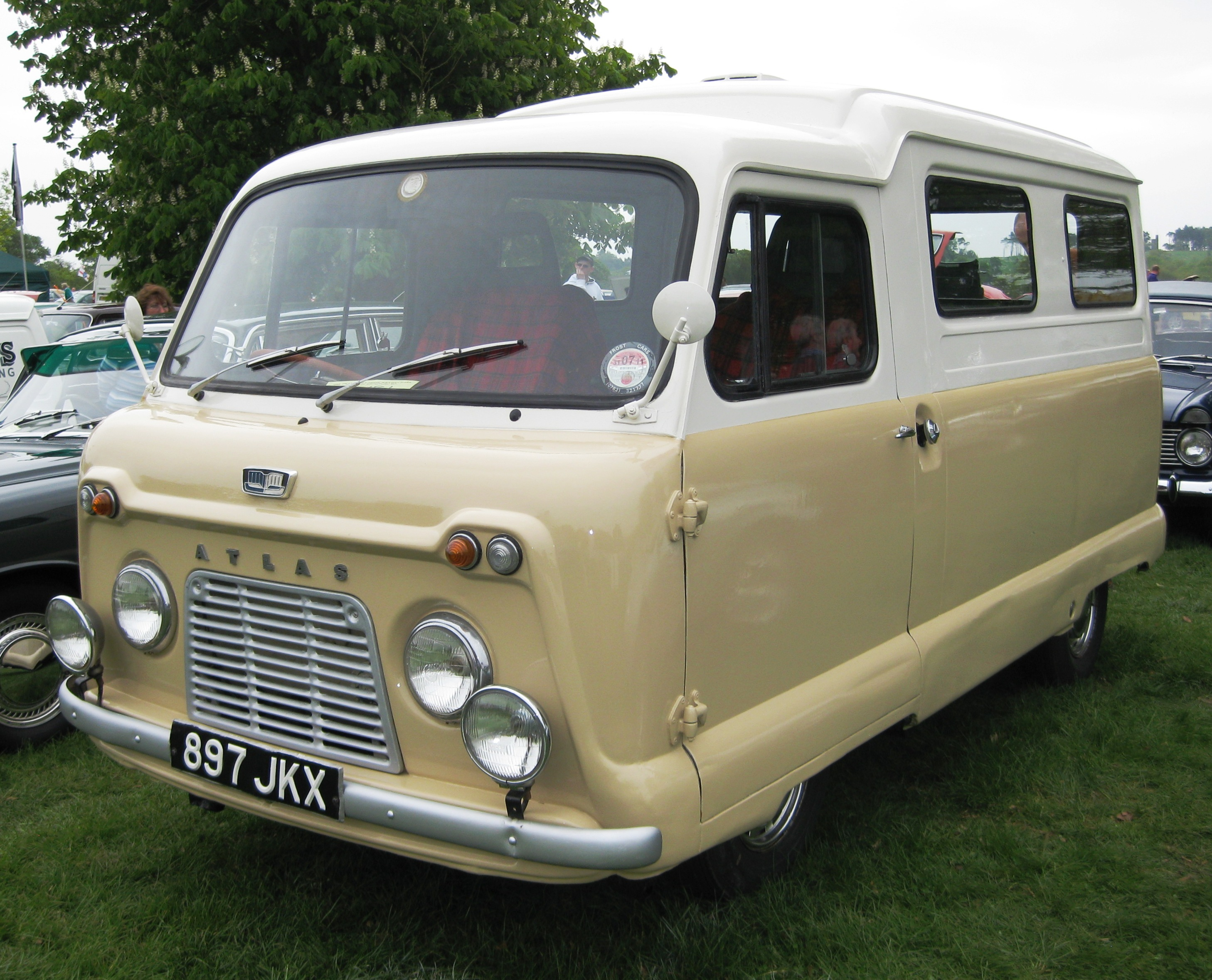
Un’Atlas del 1959. In un segmento dominato nel Regno Unito dalla Bedford, molti costruttori britannici lanciarono sul mercato alcuni modelli di furgoni per insidiare questo primato. L'Atlas fu il modello commercializzato dalla Standard-Triumph per raggiungere questo obiettivo

Nel 1958 un furgone che era anche disponibile anche in versione pick-up, lo Standard Atlas, fu lanciato sul mercato. Inizialmente aveva installato un motore da 948 cm³ di cilindrata che proveniva dalla Standard Ten, e che fece del veicolo un modello molto poco potente, nonostante avesse un rapporto finale di 6,66:1. Nel 1961 venne introdotto l'Atlas Major, che fu venduta contemporaneamente all'Atlas. Il nuovo modello montava il motore da 1.670 cm³ che veniva utilizzato anche sulle Vanguard e sui trattori Ferguson. Lo stesso propulsore fu installato anche sulle Triumph TR2, TR3 e TR4. Per poter montare questo motore più grande, il nuovo modello di furgone venne riprogettato. L'Atlas e l'Atlas Major possedevano degli standard elevati, ma non avevano un prezzo competitivo, e perciò le vendite non furono buone. Nel 1963 l'Atlas Major fu rinominato Standard 15, e nell'occasione venne affiancato dallo Standard 20, che aveva un motore da 2.138 cm³. Nello stesso anno la Leyland Motors soppresse il marchio Standard nel Regno Unito, ed i due modelli divennero Leyland 15 e 20. Prima della fine della produzione nel 1968, tutte le versioni di questi modelli di furgoni erano equipaggiate da un motore di 2.138 cm³ ed erano venduti come Leyland 20. Questi veicoli erano esportati in Canada ed in altri paesi con marchio Triumph. La produzione però continuò in India fino agli anni ottanta.
Per quanto riguarda le autovetture, negli anni cinquanta le Standard di piccole dimensioni perdettero mercato a causa della concorrenza di altri modelli di automobile più appetibili. Per questo motivo nel 1959 la Eight, la Ten e la Pennant vennero sostituite dalla Triumph Herald, che possedeva molti componenti meccanici provenienti dalle Standard di piccole dimensioni. A differenza del telaio separato e delle sospensioni indipendenti, il differenziale, le borchie, i freni, il cambio ed il motore erano identici agli omologhi componenti installati sulla Standard Pennant. Per assemblare la Herald la compagnia investì 2,5 milioni di sterline nell'ampliamento degli impianti di Canley, che la Standard acquistò nel 1916. Questo fu l'ultimo investimento che l'azienda fece a Canley.
Vennero però aperti dei nuovi siti produttivi in Australia, Canada, India e Sudafrica. John Black rinuncio al controllo della compagnia nel 1954. Ufficialmente fu per problemi di salute, ma successivamente si scoprì che i veri motivi risiedevano in una richiesta del consiglio d'amministrazione che invitava Black a lasciare la compagnia. Il suo assistente di lungo corso, Alick Dick, assunse il controllo. La Standard iniziò a considerare l'ipotesi di trovarsi dei partner commerciali, ed i negoziati iniziarono con Chrysler, Massey-Harris-Ferguson, Rootes, Rover e Renault, ma senza successo.
La Standard-Triumph fu acquisita nel 1960 dalla Leyland Motors, che pagò 20 milioni di sterline. Il nuovo gruppo proprietario decise, pochi anni dopo, di sopprimere il marchio Standard. L'ultima vettura uscita dalle catene di montaggio britanniche con questo marchio fu una Vanguard e venne prodotta nel maggio 1963. Questo modello fu sostituito dalla Triumph 2000. Il marchio Triumph continuò ad essere attivo anche dopo che la Leyland diventò British Leyland, nel 1968. Il marchio Standard fu soppresso ufficialmente nel Regno Unito il 17 agosto 1970 a seguito di un annuncio comunicante che da questa data la compagnia sarebbe stata conosciuta semplicemente come Triumph Motor Company. Da questa data il marchio Standard non fu più adoperato in Europa, anche se gli altri marchi del gruppo, come Triumph e Rover, continuarono ad utilizzare gli ex-stabilimenti Standard di Canley, a Coventry, fino alla chiusura degli stessi nel 1980.
La BMW acquistò i diritti dei marchi Standard e Triumph a seguito dell'acquisizione del gruppo Rover nel 1994. Nel 2000, con la chiusura di quest'ultimo, la BMW decise comunque di conservare la proprietà del marchio Standard.

## La Standard in India
Il marchio Standard continuò ad essere utilizzato in India fino agli anni ottanta. Fin dagli anni sessanta la Standard Motor Products produceva a Madras la Triumph Herald; questo modello possedeva un motore da 948 cm³ di cilindrata ed era commercializzato nella nazione asiatica come Standard Herald. Era disponibile anche in versione familiare quattro o cinque porte esclusivamente per il mercato indiano.
Nel 1971 la Standard Motor Products introdusse un modello che derivava dall'Herald, ma con corpo vettura rivisto. Disponibile con carrozzeria berlina quattro porte, fu denominato Standard Gazel. Utilizzava il medesimo motore da 948 cm³ di cilindrata, ma aveva installato un assale rigido per le sospensioni posteriori. La Gazelle fu prodotta in pochi esemplari fino al 1977.
In seguito la compagnia si concentrò sulla produzione di veicoli commerciali. Questi erano basati sui Leyland 20, e vennero venduti in India come Standard 20. L'ultimo mezzo commerciale prodotto fu lo Standard 2000, che venne introdotto nel 1985 ed era in sostanza un Rover SD1 rimarchiato. Questo modello aveva installato un motore da 1.991 cm³ di cilindrata che era già stato montato sul modello di autovettura Standard Vanguard. Questi modelli non ebbero molta fortuna, soprattutto a causa della concorrenza dei mezzi commerciali giapponesi. L'ultimo veicolo con nome Standard uscì dalle catene di montaggio nel 1987.

## I modelli di autovettura venduti nel Regno Unito

### Le vetture antecedenti la prima Guerra mondiale
| Anno      | Modello        | Motore                                                     | Produzione |
| --------- | -------------- | ---------------------------------------------------------- | ---------- |
| 1903      | 6 hp           | 1.006 cm³ valvole laterali monocilindrico                  |            |
| 1904–1905 | 12/15          | 1.926 cm³ valvole laterali 2 cilindri                      |            |
| 1905      | 16 hp          | 3.142 cm³ valvole laterali 4 cilindri                      |            |
| 1905–1908 | 18/20          | 4.714 cm³ valvole laterali 6 cilindri                      |            |
| 1905      | 24             | 4.714 cm³ valvole laterali 6 cilindri                      |            |
| 1906      | 10 hp          | 631 cm³ valvole laterali 2 cilindri                        |            |
| 1906      | 16/20          | 3.531 cm³ valvole laterali 4 cilindri                      |            |
| 1906      | 24/30          | 5.232 cm³ valvole laterali 6 cilindri                      |            |
| 1906      | 50 hp          | 11.734 cm³ valvole laterali 6 cilindri                     |            |
| 1907      | 15 hp          | 1.593 cm³ valvole laterali 6 cilindri                      |            |
| 1907      | 30 hp          | 5.297 cm³ valvole laterali 6 cilindri                      |            |
| 1908–1911 | 20 hp          | 4.032 cm³ valvole laterali 6 cilindri                      |            |
| 1908–1911 | 40 hp          | 6.167 cm³ valvole laterali 6 cilindri                      |            |
| 1909–1911 | 16 hp          | 2.688 cm³ valvole laterali 4 cilindri                      |            |
| 1910–1911 | 12 hp          | 1.656 cm³ valvole laterali 4 cilindri                      |            |
| 1911–1914 | 20 hp          | 3.620 cm³ (3.336 cm³ dal 1913) valvole laterali 6 cilindri |            |
| 1912      | 15 hp          | 2.368 cm³ valvole laterali 4 cilindri                      |            |
| 1912      | 25 hp          | 4.032 cm³ valvole laterali 6 cilindri                      |            |
| 1913–1918 | 9.5 hp Model S | 1.087 cm³valvole laterali 4 cilindri                       |            |

### 1919–1939
| Anno      | Modello             | Motore                                        | Produzione |
| --------- | ------------------- | --------------------------------------------- | ---------- |
| 1919–1921 | 9.5 hp Model SLS    | 1.328 cm³ valvole laterali 4 cilindri         |            |
| 1920–1924 | Standard 11.6       | 1.598 cm³ valvole in testa 4 cilindri         |            |
| 1921–1923 | 8 hp                | 1.087 cm³ valvole laterali 4 cilindri         |            |
| 1923      | 11 hp               | 1.307 cm³ valvole in testa 4 cilindri         |            |
| 1923–1928 | 14 hp               | 1.944 cm³ valvole in testa 4 cilindri         |            |
| 1927–1930 | 18/36 hp            | 2.230 cm³ valvole in testa 6 cilindri         |            |
| 1928      | 9 hp                | 1.159 cm³ valvole laterali 4 cilindri         |            |
| 1928–1933 | Big Nine            | 1.287 cm³ valvole laterali 4 cilindri         |            |
| 1929–1931 | 15 hp               | 1.930 o 2.054 cm³ valvole laterali 6 cilindri |            |
| 1929–1933 | 16 hp               | 2.054 cm³ valvole laterali 6 cilindri         |            |
| 1931–1935 | 20 hp               | 2.552 cm³ valvole laterali 6 cilindri         |            |
| 1932–1933 | Little Nine         | 1.006 cm³ valvole laterali 4 cilindri         |            |
| 1933      | Little Twelve       | 1.337 cm³ valvole laterali 6 cilindri         |            |
| 1933      | Big Twelve          | 1.497 cm³ valvole laterali 6 cilindri         |            |
| 1933–1936 | Little 9            | 1.006 o 1.052 cm³ valvole laterali 4 cilindri |            |
| 1934      | 12/6                | 1.497 cm³ valvole laterali 6 cilindri         |            |
| 1934–1935 | 10/12 Speed Model   | 1.608 cm³ valvole laterali 4 cilindri         |            |
| 1934–1936 | Ten                 | 1.343 cm³ valvole laterali 4 cilindri         |            |
| 1934–1935 | Twelve              | 1.608 cm³ valvole laterali 4 cilindri         |            |
| 1934–1936 | Flying Sixteen      | 2.143 cm³ valvole laterali 6 cilindri         |            |
| 1937–1940 | Flying Ten          | 1.267 cm³ valvole laterali 4 cilindri         |            |
| 1936–1940 | Flying Twelve       | 1.608 cm³ valvole laterali 4 cilindri         |            |
| 1936–1940 | Flying Twenty       | 2.663 cm³ valvole laterali 6 cilindri         |            |
| 1936–1940 | Flying Light Twelve | 1.608 cm³ valvole laterali 4 cilindri         |            |
| 1937–1940 | Flying Nine         | 1.131 cm³ valvole laterali 4 cilindri         |            |
| 1937–1939 | Flying Fourteen     | 1.776 cm³ valvole laterali 4 cilindri         |            |
| 1937–1938 | V8                  | 2.686 cm³ valvole laterali V8                 |            |
| 1938–1939 | Flying Eight        | 1.021 cm³ valvole laterali 4 cilindri         |            |

### 1945–1963
| Anno      | Modello            | Motore                                                                             | Produzione   |
| --------- | ------------------ | ---------------------------------------------------------------------------------- | ------------ |
| 1945–1948 | Eight              | 1.021 cm³ valvole laterali 4 cilindri                                              | 383.139      |
| 1945–1948 | Twelve             | 1.608 cm³ valvole laterali 4 cilindri                                              | 9.959        |
| 1945–1948 | Flying Fourteen    | 1.776 cm³ valvole laterali 4 cilindri                                              | 22.229       |
| 1947–1953 | Vanguard Phase I   | 2.088 cm³ valvole in testa 4 cilindri                                              | 184.799      |
| 1953–1956 | Vanguard Phase II  | 2.088 cm³ valvole in testa 4 cilindri 2.092 cm³ valvole in testa 4 cilindri diesel | 81.074 1.973 |
| 1953–1959 | Eight              | 803 cm³ valvole in testa 4 cilindri                                                | 136.317      |
| 1954–1960 | Ten                | 948 cm³ valvole in testa 4 cilindri                                                | 172.500      |
| 1955–1958 | Vanguard Phase III | 2.088 cm³ valvole in testa 4 cilindri                                              | 37.194       |
| 1956–1957 | Sportsman          | 2.088 cm³ valvole in testa 4 cilindri                                              | 901          |
| 1957–1961 | Ensign             | 1.670 cm³ valvole in testa 4 cilindri 2.092 cm³ valvole in testa 4 cilindri diesel | 18.852       |
| 1957–1960 | Pennant            | 948 cm³ valvole in testa 4 cilindri                                                | 42,910       |
| 1958–1961 | Vanguard Vignale   | 2.088 cm³ valvole in testa 4 cilindri                                              | 26.276       |
| 1960–1963 | Vanguard Six       | 1.998 cm³ valvole in testa 6 cilindri                                              | 9.953        |
| 1962–1963 | Ensign II          | 2.138 cm³ valvole in testa 4 cilindri                                              | 2.318        |

### Mezzi commerciali e militari
| Anno      | Modello             | Motore                                | Produzione |
| --------- | ------------------- | ------------------------------------- | ---------- |
| 1940–1943 | Beaverette          | 1.776 cm³ valvole laterali 4 cilindri |            |
| 1940–1944 | 12 hp Light Utility | 1.608 cm³ valvole laterali 4 cilindri |            |
| 1943      | Jeep                | 1.608 cm³ valvole laterali 4 cilindri |            |
| 1947–1958 | 12 cwt              | 2.088 cm³ valvole in testa 4 cilindri |            |
| 1954–62   | 6 cwt               | 948 cm³ valvole in testa 4 cilindri   |            |
| 1958–1962 | 10 hp Atlas         | 948 cm³ valvole in testa 4 cilindri   |            |
| 1962–1963 | Atlas Major         | 1.670 cm³ valvole in testa 4 cilindri |            |
| 1962–1965 | 7 cwt               | 1.147 cm³ valvole in testa 4 cilindri |            |